# Wagner Ödön
Wagner Ödön (Pest, 1853. június 4. –‎ Budapest, 1928. március 4.) magyar építész és építőmester.

## Élete, művei

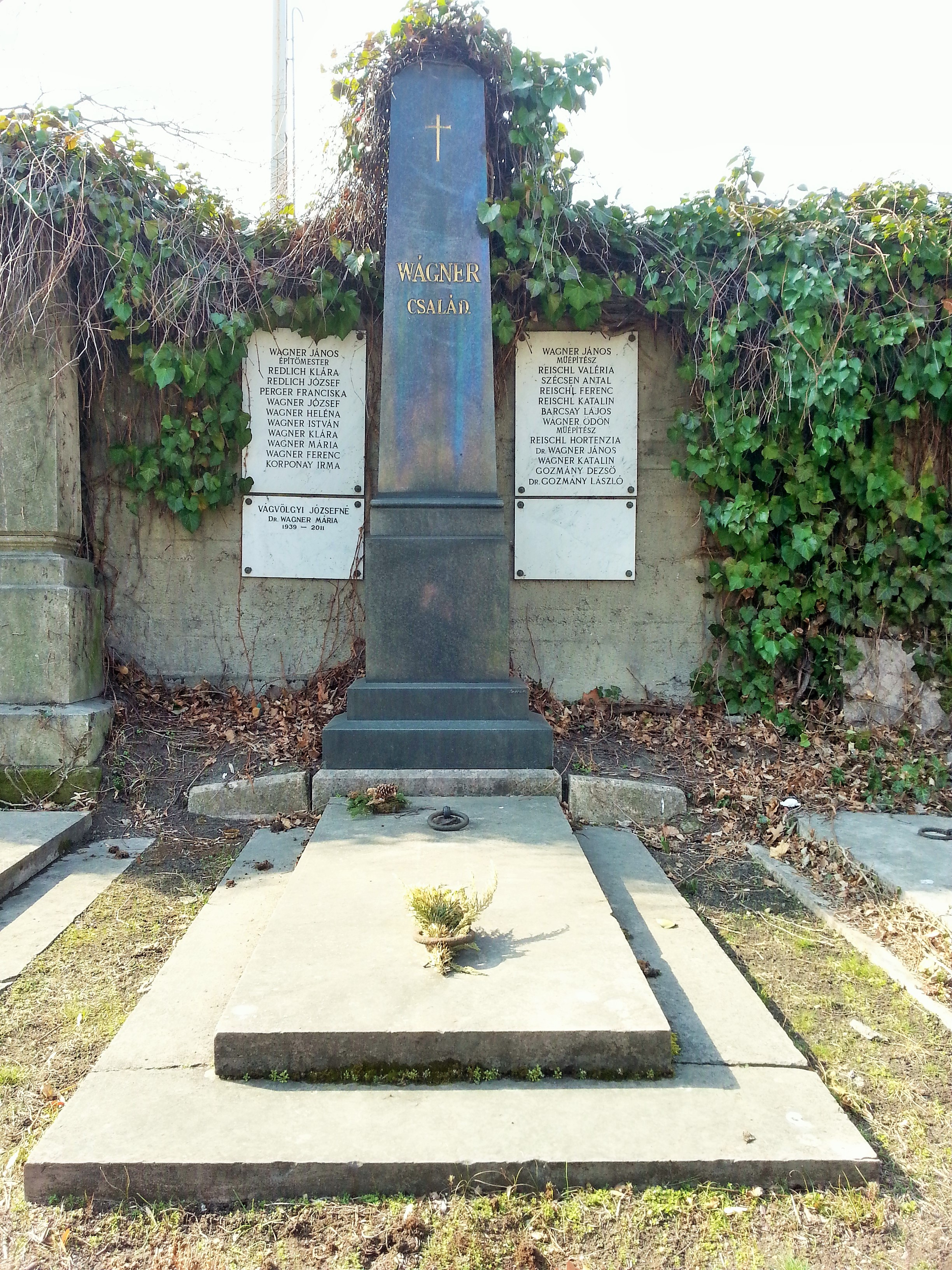
Sírja a Fiumei úti sírkertben

Idősebb Wagner János (1813–1904) és Redlich Klára fia. Fivére volt Ifj. Wagner János (1858–1908), Wagner Ferenc (1860–1947), és Wagner Gyula (1851–1947) építészek, továbbá Wagner György, aki Budapest tiszti főorvosa lett.
Wagner Ödön munkái közül ismert a Veszprém Megyei Bíróság épülete, a Magyar Mérnök- és Építész-Egylet és a Királyi Természettudományi Társulat egyesületi háza. Az édesapja által az 1880-as években elkezdett rózsadombi Wagner-villát is ő fejezte be. A villa a Gül Baba türbéje (Mecset utca 14.) mellett állt, de a második világháború idején elpusztult.
Wagner Ödönt halála után a Farkasréti temetőben (29. parcella) helyezték örök nyugalomra. Maradványait 1999-ben exhumálták, és fiával, Wagner János (1906–1948) biológussal együtt édesapja sírjába temették át a Fiumei úti sírkertben lévő családi sírboltba (jobb oldali falsírboltok 69.).

### Családja
Felesége Reischl Hortenzia (1871–1959) volt, Reischl Károly főmérnök, műszaki tanácsos és Schäffer Mária lánya, akivel 1889. május 12-én a Belvárosi plébániatemplomban kötött házasságot. Sógora Szörényi-Reischl Gusztáv (1881–1956) műépítész volt.